# Vicente Pastor
Vicente Pastor Delgado Durán (Madrid, 31 de enero de 1879-Ibídem, 30 de septiembre de 1966), conocido como El Chico de la blusa,  fue un matador de toros español.

## Biografía

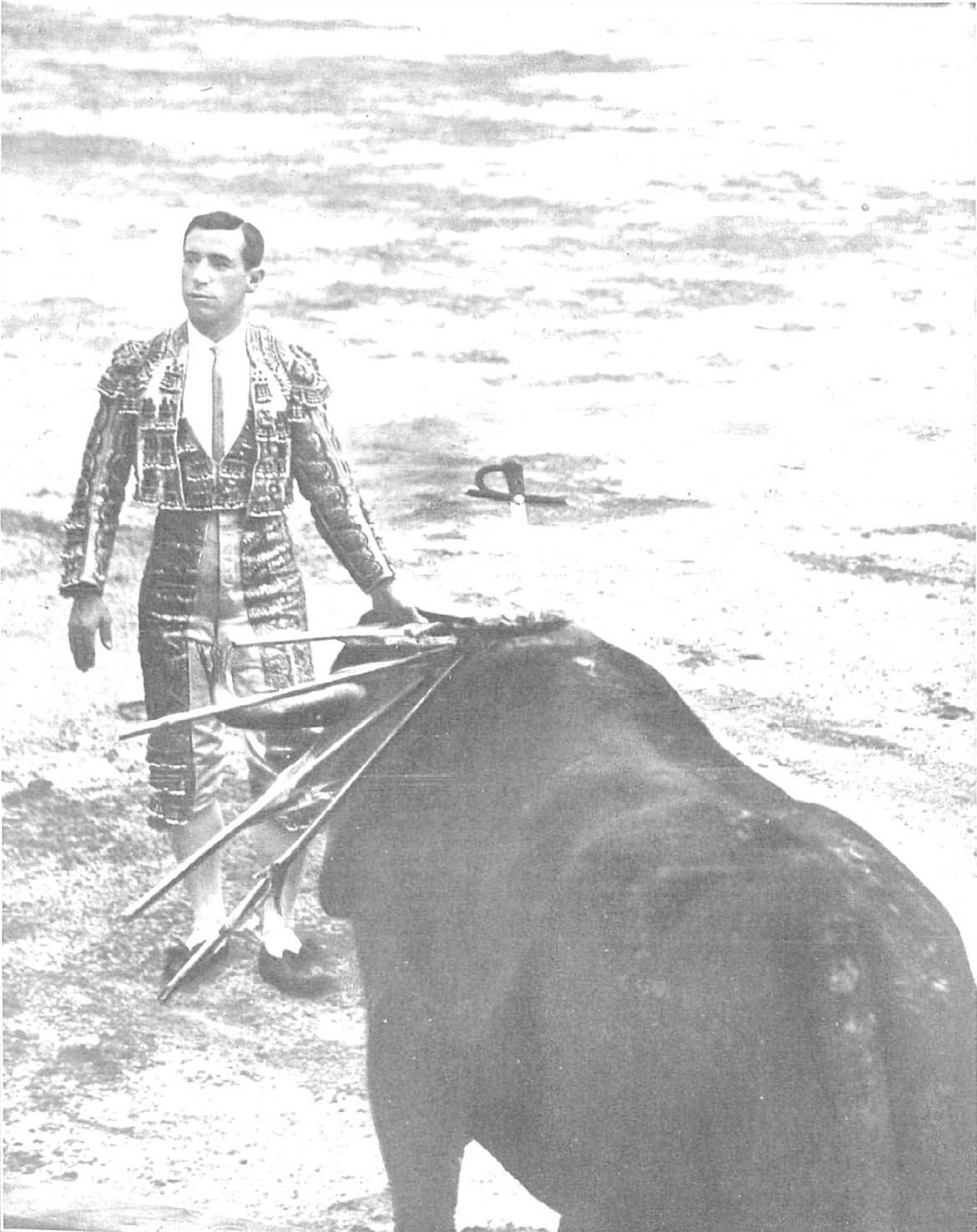
Pastor hacia 1909

Nacido en el barrio de Embajadores de Madrid, empezó a ser conocido como El Chico de la blusa Delgado por saltar vestido con una blusa y una gorrilla azules para torear los novillos embolados que solían soltarse en Madrid cuando finalizaban algunas novilladas. Tomó la alternativa en Madrid el 21 de septiembre de 1902 de la mano de Luis Mazzantini, con el toro "Aldeano" de Veragua. Se le reconoció una extraordinaria calidad en cuanto a la ejecución de las suertes, de las que era un gran dominador, y era un diestro apreciado por su valor, pundonor, severidad, honradez, destreza, seriedad y sobriedad, si bien se le achacaba carecer de la belleza de otros toreros. Mataba colosalmente. Ha sido de los toreros con más pundonor de la historia.
Fue el primer torero que cortó una oreja en Madrid, y el tercero en Sevilla (1916), tras Joselito y Belmonte.
Se cortó la coleta el 23 de mayo de 1918. Gozó de gran popularidad, y, ya anciano, vivía en Madrid y, falto de recursos, tuvieron que hacerle una corrida homenaje para recaudar fondos.
Un retrato de Vicente Pastor y Delgado, pintado por el pintor valenciano Manuel Matoses Vicent, se expone en el Museo Taurino de Valencia.

Tiene una placa conmemorativa en Madrid en la casa donde viviera hasta su fallecimiento, en el número 7 de la calle de Embajadores.